# Stelechobates megalotrichus
Stelechobates megalotrichus är en kvalsterart som beskrevs av Grandjean 1965. Stelechobates megalotrichus ingår i släktet Stelechobates och familjen Caloppiidae. Inga underarter finns listade i Catalogue of Life.